# 穀木
穀木，为野牡丹科穀木屬下的一个植物种。